# Pseudanidorus cyprius
Pseudanidorus cyprius is een keversoort uit de familie schijnsnoerhalskevers (Aderidae). De wetenschappelijke naam van de soort werd in 1877 gepubliceerd door Flaminio Baudi di Selve.